# Xã Jackson, Quận Union, Ohio
Xã Jackson (tiếng Anh: Jackson Township) là một xã thuộc quận Union, tiểu bang Ohio, Hoa Kỳ. Năm 2010, dân số của xã này là 966 người.